# Emmanuel de Margerie (Diplomat)

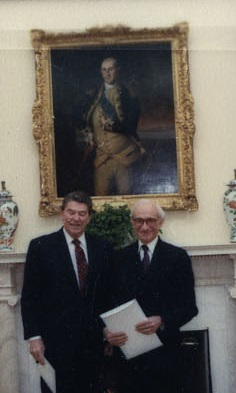
Der US-Präsident Ronald Reagan und Emmanuel Jacquin de Margerie in Oval Office (1985)

Emmanuel Jacquin de Margerie (* 25. Dezember 1924; † 2. Dezember 1991 in Paris) war ein französischer Botschafter.

## Leben
Sein Vater war ebenfalls Botschafter und Großneffe von Edmond Rostand. Emmanuel Jacquin de Margerie besuchte die französische Universität der Gesellschaft Jesu in Shanghai, die Sorbonne und machte einen Abschluss in Rechtswissenschaft am Institut d’études politiques de Paris.
Er heiratete Helen de Margerie ihre Kinder waren Gilles und Laure.
1951 machte er einen Abschluss an der École nationale d’administration und trat in den auswärtigen Dienst ein. Er war von 1954 bis 1959 Botschaftssekretär in London. Er war von 1959 bis 1961 ersten Sekretär in Moskau. Von 1962 bis 1967 leitete er die Osteuropaabteilung im Außenministerium. Von 1967 bis 1972 war er an der Ambassade de France au Japon in Tokio bei Botschafter Louis de Guiringaud akkreditiert.
Von 1972 bis 1975 leitete er die Europaabteilung im Außenministerium. Von 1975 bis 1977 leitete er das französische Nationalmuseum. Er war am Entstehen des Musée d’Orsay beteiligt. Er war von 1977 bis 1981 Botschafter in Spanien und von 1981 bis 1984 Botschafter in Großbritannien. 1990 erhielt er einen Sitz im Aufsichtsrat bei Christie’s und wurde zum Präsidenten des World Monuments Fund in Frankreich ernannt.